# René Bonnet
René Bonnet (ur. 27 grudnia 1904 roku w Vaumas, zm. 13 stycznia 1983 roku w Épernay) – francuski kierowca wyścigowy i konstruktor samochodów wyścigowych. W 1946 roku założył wraz z Charlesem Deutschem przedsiębiorstwo Deutsch-Bonnet, a od 1961 roku samodzielnie prowadził Automobiles René Bonnet.

## Kariera wyścigowa
W wyścigach samochodowych Bonnet startował w wyścigach zaliczanych do klasyfikacji Mistrzostw Świata Samochodów Sportowych oraz rozgrywanych według reguł Formuły 2. W latach 1949-1955 Francuz pojawiał się w stawce 24-godzinnego wyścigu Le Mans. W pierwszym sezonie startów uplasował się na trzeciej pozycji w klasie S 1.5, a w klasyfikacji generalnej był 24. Dwa lata później stanął na drugim stopniu podium w klasie S 1.1. W latach 1953-1954 odnosił zwycięstwa w klasie S 750.